# Noeto
Noeto, un cristiano quizá uno de los primeros maestros en teología de la iglesia primitiva Asia Menor aproximadamente del año 170-200 DC donde Enseñaba que Cristo era el padre encarnado, era nativo de Esmirna, donde (o tal vez en Éfeso) se convirtió en un representante destacado del tipo particular de cristología Donde  ahora se llama monarquianismo modalista o patripasianismo.
Sus puntos de vista, los cuales lo condujeron a su excomunión de la Iglesia de Asia, son conocidos principalmente a través Hipólito de Roma) el sucesor de (tertuliano) alrededor del siglo 2 y 3 tertuliano fue el primero en llevar a cabo la doctrina de la Trinidad este tenía un poder imperial y adquisitivo ya que venía de familia romana su padre era un centurión del Imperio Romano. La doctrina de un único Dios oh Dios encarnado en Jesucristo la que afirmaba ser el padre fue condenada por la doctrina de tertuliano unos veinte o treinta años después de la doctrina de noeto de esmirna